# Caso dos 108

O caso 108 foi uma série de atos de perseguição a homossexuais no Paraguai durante a ditadura de Alfredo Stroessner. Na madrugada de 1 de setembro de 1959, um incêndio atinge um edifício do Barrio Obrero, em Assunção, matando o locutor de rádio e bailarino Bernardo Aranda sob estranhas circunstâncias. A fama do radialista fez com que a opinião pública do país pressionasse o governo a procurar os culpados pelo crime. O episódio foi utilizado como pretexto para a perseguição de 108 homens homossexuais identificados como suspeitos, que tiveram seus nomes expostos pela cidade, foram capturados, presos e torturados. Nunca se comprovou se algum desses 108 homens havia qualquer ligação com a morte de Bernardo Aranda, os grupos homossexuais paraguaios se mobilizam até hoje para que se recupere a memória e para que se revele a verdade por detrás deste episódio.

## A morte de Bernardo Aranda
O Caso ocorre durante os primeiros anos da longa ditadura de Alfredo Stroessner, que governou o país entre 1954-1989. A sociedade paraguaia, sendo uma das mais conservadoras do continente, obrigava os indivíduos homossexuais a viverem na clandestinidade, uma vez que existia uma falta de aceitação tanto social quanto legal à homossexualidade. Durante a época da ditadura, a repressão obrigava os homossexuais a manterem relações em segredo sob risco de expulsão do núcleo familiar, demissão do trabalho ou serem capturados pelas forças de segurança pública, onde teriam seus direitos violados em todos os níveis.
A morte de Bernardo Aranda aconteceu na noite do dia 1 de setembro de 1959, quando seu corpo é encontrado queimado em sua cama pela polícia às 02:00 A.M. Conhecido e prestigiado locutor da rádio Comuneros, Aranda possuía 25 anos. As circunstâncias de sua morte não foram esclarecidas, dando início a uma penosa investigação, incitada pela opinião popular do país, que pressionava o governo. A imprensa da época dá atenção total ao caso, saindo no periódico El Pais, já no dia seguinte, uma extensa reportagem sobre os acontecimentos do Barrio Obrero.
“… Aproximadamente às 2 da madrugada, 45 minutos depois de se deitar Aranda, a senhora Juana Álvarez, dona de casa, escutou una explosão e saiu correndo para ver o que havia sido. Bateu à porta e chamou por seu nome a Aranda. Ao não receber resposta, a senhora de Álvarez foi correndo à radio "Comuneros" para avisar ao senhor Juan Benabé, que veio apressado para encontrar a porta fechada e saindo fumaça dos buracos. A empurrou e conseguiu abrir-la com força".
"Juan Bernabé e as senhoras Juana e Lida Álvarez, ao abrirem a porta se encontraram ante um espetáculo monstruoso. As paredes, guarda-roupas, objetos pessoais, quadros, o receptor e o toca-discos, a cama e o corpo de Bernardo Aranda se encontravam totalmente em chamas".
Durante toda a investigação do caso, as autoridades sustentaram o motivo passional do caso como única causa possível. Como a polícia sustentava que uma boa parte dos homens que frequentavam a casa de Aranda eram também homossexuais, os investigadores deduziram que os autores do crime eram homens homossexuais organizados em uma "fraternidade de imorais", e que, portanto, qualquer homossexual poderia estar envolvido o ter conhecimento sobre o acontecimento com Aranda. Se desencadeia, assim, uma incessante e cruel perseguição de grande escala a este grupo. Ao longo dos dias, as autoridades policias irão utilizar este discurso para justificar a perseguição aos homossexuais de Assunção.

## Perseguições e Prisões
A partir do início das investigações, a policia realizou uma série de incursões nas quais realizou uma série de detenções violentas e arbitrárias com o pretexto de realizar averiguações sobre o caso, a maioria homens de suposta conduta homossexual. As detenções ocorriam de forma secreta, sem o conhecimento da população ou da imprensa, o que, segundo se cogita, serviu como estratégia do aparato repressor Stroessnista para evitar a fuga de homossexuais da cidade.
No dia 7 de setembro de 1859, 5 dias após o início das investigações, pela primeira vez sai a público que as pessoas detidas possuem "duvidosa conduta sexual", em uma tentativa de relacionar estes "amorais" ao crime, justificando novas detenções. Esta será uma tendência de todo o processo de investigação da morte de Aranda, na qual se faz frequente menção à sexualidade destes indivíduos, como forma de legitimar o desrespeito aos direitos destes indivíduos.
No dia 12 de setembro, por conta da série de detenções que são realizadas durante a madrugada, aparece uma publicação no periodico El País informando que "108 pessoas de duvidosa conduta sexual estão sendo investigadas". É a primeira vez que aparece o número 108.
"Ontem À noite se notou um inusitado movimento policial. Nosso cronista amanheceu seguindo os trabalhos. (...) As freiadas bruscas dos veículos que chegavam e o barulho do arranque dos que saiam, davam a impressão que se estava diante de uma dramática mas decidida ação policial. Nosso redator que segue de perto o movimento policial e judicial, conseguiu ontem à noite infiltrar-se nos meios informativos e assim pode calcular um número aproximado de 108 pessoas de duvidosa conduta moral que esperavam ser interrogadas. Segundo essa fonte policias se busca com afinco a duas destas. Há interesse em encontrar-las. A policia está praticamente removendo toda a organização dessa irmandade clandestina."
No dia 17 de setembro de 1959, a cópia do certificado de autópsia de Bernardo Aranda sai a público, onde a "causa mortis" apontada é asfixia por sufocação devido a gases em combustão. Após este diagnóstico, a variedade de hipótesis surgidas aumentaram notavelmente, fazendo crescer a pressão sobre as ditas "seitas amorais", chegando a ser solicitada na imprensa a colaboração da sociedade de Assunção para extirpar pela raiz este mal, dando início a uma onda de ódio, condenação e violência com todos aqueles que fossem suspeitos de homossexualidade. No dia 21 de setembro, logo após as escandalosas publicações da imprensa, é iniciada uma batida policia de grande escala nos centros de organização dos ditos amorais, com apoio ativo da sociedade que apoia a luta contra estas pessoas consideradas viciosas. Há uma verdadeira ampliação e agravamento das perseguições a partir desse momento, uma vez que não mais se busca aos supostos assassinos de Aranda, mas aos ditos "amorais" simplesmente pela mera suspeita de homossexualidade.

## Os panfletos dos 108
Por conta da constante propaganda reacionária, na noite do dia 13 de outubro de 1953 se distribuíram pelos principais pontos de Assunção uma série de panfletos onde se dizia "nome das 43 pessoas todas elas acusadas de amorais, assinado pelo "Comitê de pais, pelo saneamento de nossa sociedade". A distribuição destes folhetos agravou ainda mais a perseguição pública a estes indivíduos. A partir de então, a distribuição destas listas de nome se tornou comum, passando de mão em mão, com a adição de nomes por vezes totalmente alheios ao caso de Aranda. Apesar da nomenclatura "108" haver sido a que permaneceu na memória paraguaia, houve muitas listas com diferentes números e nomes.

## Desfecho do caso
Não se sabe a data exata da liberação dessas pessoas, por falta de registros públicos acessíveis. Existem apenas testemunhos de pessoas contemporâneas ao caso de Aranda, que relatam a perseguição e o sofrimentos físico e psicológico que sofreram estes indivíduos. Até hoje, o caso da Morte de Bernardo Aranda não foi solucionado, tampouco se ofereceu reparação ou reconhecimento às vítimas dessa perseguição.

## O número 108 na sociedade paraguaia.
No Paraguai, o número 108 é utilizado de forma pejorativa para identificar membros da comunidade LGBT. A maioria da população, contudo, desconhece as origens do termo, associadas a um dos episódios mais sombrios da ditadura de Alfredo Stroessner. Vários grupos LGBT paraguaios utilizam hoje o número como modo de reafirmação de suas identidades, apropriando-se dele como forma de dar-lhe um novo significado, que relembre a memórias desses 108 indivíduos, tornando-o símbolo de resistência e orgulho.

## Esforços para manter a memória dos 108
Em 2010, a cineasta paraguaia Renate Costa lançou o documentário "108 cuchillo de palo",  fazendo a abordagem do caso a partir da história pessoal de seu tio, que havia sido um dos 108. Em 2013, o advogado e ativista LGBT paraguaio Erwing Augsten Zzokol lançou o artigo "Ciento Ocho", no qual relata detalhadamente a história a partir das pesquisas realizadas por ele, com uma abundante quantidade de artigos de jornal e charges sobre o caso.